# Concert du nouvel an 2009 à Vienne
Le concert du nouvel an 2009 de l'orchestre philharmonique de Vienne, qui a lieu le 1er janvier 2009, est le 69e concert du nouvel an donné au Musikverein, à Vienne, en Autriche. Il est dirigé  pour la première fois par un chef d'orchestre argentin, Daniel Barenboim.
C'est également la première et unique fois qu'une œuvre du compositeur autrichien Joseph Haydn (extrait de la Symphonie n°45) est interprétée lors d'un concert du nouvel an au Musikverein, 2009 étant l'année du 200e anniversaire de la mort du compositeur.
Six pièces sur les dix-neuf au total sont jouées pour la première fois au concert du nouvel an.

## Programme

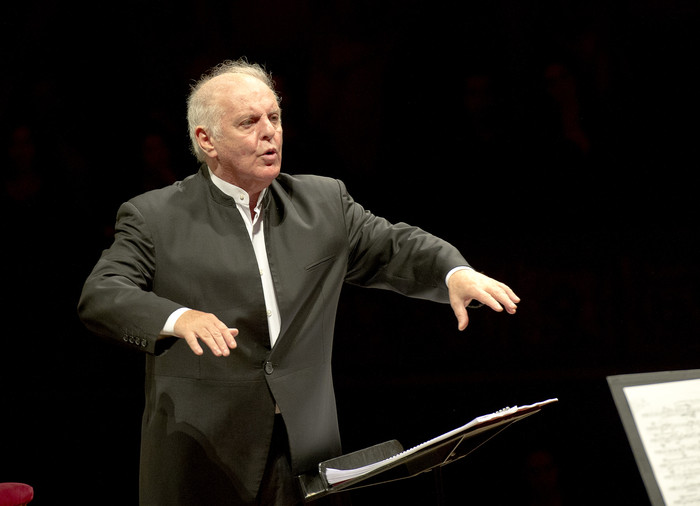
Le chef Daniel Barenboïm (en 2015)

Les pièces suivies d'un astérisque (*) sont jouées pour la première fois.

### Première partie
1. Johann Strauss II : ouverture de l'opérette Eine Nacht in Venedig (version berlinoise)
2. Johann Strauss II : Märchen aus dem Orient, valse, op. 444*
3. Johann Strauss II : Annen-Polka, polka, op. 117
4. Johann Strauss II : Schnellpost-Polka, polka rapide, op. 159*
5. Johann Strauss II : Roses du Sud, valse, op. 388
6. Johann Strauss II : Freikugeln, polka rapide, op. 326

### Deuxième partie
1. Johann Strauss II : ouverture de l'opérette Der Zigeunerbaron
2. Johann Strauss II : marche d'ouverture de l'opérette Der Zigeunerbaron, sans n° opus.
3. Johann Strauss II : Schatz-Walzer, valse, op. 418
4. Josef Hellmesberger II : Valse espagnole, valse*
5. Johann Strauss : Zampa Galopp, galop, op. 62*
6. Johann Strauss II : Alexandrinen-Polka,polka, op. 198*
7. Johann Strauss II : Unter Donner und Blitz, polka rapide, op. 324
8. Josef Strauss : Sphärenklänge, valse, op. 235
9. Johann Strauss II : Éljen a Magyar!, polka rapide, op. 332
10. Joseph Haydn : Symphonie no 45 en fa dièse mineur, Hob. I: 45 (« les Adieux »), 4e mouvement*

### Rappels
1. Johann Strauss II : So ängstlich sind wir nicht!, polka rapide, op. 413
2. Johann Strauss II : Le Beau Danube bleu, valse, op. 314
3. Johann Strauss : Marche de Radetzky, marche, op. 228